# Parahepomidion ivorense
Parahepomidion ivorense är en skalbaggsart som beskrevs av Stefan von Breuning 1966. Parahepomidion ivorense ingår i släktet Parahepomidion och familjen långhorningar. Inga underarter finns listade i Catalogue of Life.